# Louis Langlois
Louis Langlois (geb. 21. Mai 1872 in Saint-Germain-en-Laye (Département Yvelines); gest. 5. September 1938 in Paris) war ein französischer Militär, Archäologe und Forschungsreisender.
Er war Brigadegeneral, Offizier der Ehrenlegion und Attaché an der französischen Botschaft in den Vereinigten Staaten.  Er war Mitglied der Société des américanistes de Paris. Sein Werk über das präkolumbianische Amerika und die europäische Eroberung (L’Amérique pré-colombienne et la conquête européenne, 1928) fand Aufnahme in der unter der Leitung des Historikers Eugène Cavaignac (1876–1969) erschienenen und breit angelegten Weltgeschichte (Histoire du monde).

## Werke (Auswahl)
- L’Amérique pré-colombienne et la conquête européenne. Paris, E. de Boccard 1928 (Histoire du monde, Band 9) Digitalisat